# Peter Nagengast
Peter Nagengast (* 9. April 1935 in Berlin; † 29. Juli 1985 ebenda) war ein deutscher Grafiker und Illustrator in der DDR.

## Leben und Werk
Nagengast studierte von 1956 bis 1959 an der Meisterschule für Grafik und Buchgewerbe in Berlin-Friedenau und arbeitete danach in Ostberlin als freischaffender Künstler, vor allem als Gebrauchsgrafiker. Bedeutung erlangte er als Buchillustrator und Plakatgestalter. Er arbeitete vor allem für die Verlage Neues Leben, Rütten & Loening, Dieterich’sche Verlagsbuchhandlung, Aufbau-Verlag, Mitteldeutscher Verlag, Kinderbuchverlag, Buchklub 65 und Eulenspiegel-Verlag und illustrierte neben Werken von Klassikern auch solche von zeitgenössischen Autoren. 1984 wurde das von ihm illustrierte Buch Christoph Martin Wieland: Das Hexameron von Rosenhain (Aufbau-Verlag) im Wettbewerb Schönste Bücher der DDR geehrt.
Nagengast war Mitglied des Verbands Bildender Künstler der DDR.

## Ausstellungen (mutmaßlich unvollständig)
- 1967/1968 und 1987/1988: Berlin, VI. Deutsche Kunstausstellung und (postum) X. Kunstausstellung der DDR
- 1976: Berlin, Bezirkskunstausstellung
- 1979: Berlin, Ausstellungszentrum am Fernsehturm („Buchillustrationen in der DDR. 1949 – 1979“)